# Prąd przydenny
Prąd przydenny – prąd morski występujący tuż przy dnie oceanu.
Prądy przydenne rozprowadzają wody o wysokiej gęstości, która może być związana z ich niską temperaturą lub dużym zasoleniem. Takie prądy transportują przykładowo zimne wody antarktyczne ku północy, bądź północnoatlantyckie wody głębinowe, które tworzy downwelling u wybrzeży Grenlandii i w Morzu Norweskim, w kierunku południowym.